# Tye Sheridan
Tye Kayle Sheridan (Elkhart, 11 november 1996) is een Amerikaanse acteur. Hij werd bekend door het spelen van de rol van Steve in de film The Tree of Life en die van Ellis in de film Mud.